# نايجل هاليت
نايجل هاليت هو سياسي أسترالي، ولد في 6 فبراير 1953 في Bridgetown, Western Australia ‏ في أستراليا. نشط حزبياً في Shooters, Fishers and Farmers Party ‏.